# ノヴィーリオ
ノヴィーリオ（伊: Noviglio）は、イタリア共和国ロンバルディア州ミラノ県にある、人口約4,500人の基礎自治体（コムーネ）。

## 地理

### 位置・広がり

#### 隣接コムーネ
隣接するコムーネは以下の通り。
- ビナスコ
- ガッジャーノ
- ロザーテ
- ヴェルナーテ
- ジービド・サン・ジャコモ

### 地震分類
イタリアの地震リスク階級 (it) では、3 に分類される
。

## 行政

### 分離集落
ノヴィーリオには、以下の分離集落（フラツィオーネ）がある。
- Santa Corinna, Conigo, Copiago, Cascina Tavernasco, Mairano, Tainate.